# Dawid-Cewi Pinkas
 Dawid-Cewi Pinkas (hebr.: דוד-צבי פנקס, ang.: David-Zvi Pinkas, ur. 1895 w Sopronie, zm. 14 sierpnia 1952) – izraelski prawnik i polityk, w latach 1951–1952 minister transportu, w latach 1949–1952 poseł do Knesetu z list Zjednoczonego Frontu Religijnego i Mizrachi. Sygnatariusz Deklaracji niepodległości Izraela.

## Życiorys
Urodził się w 1897 w Sopronie w ówczesnych Austro-Węgrzech (obecnie Węgry). Ukończył szkołę średnią w Wiedniu, uczył się w jesziwie we Fryburgu Bryzgowijskim, następnie ukończył studia prawnicze na Uniwersytecie Wiedeńskim. W Wiedniu był jednym z liderów ruchu młodych Mizrachi oraz założycielem żydowskiej organizacji religijnej „Jeszuran”. W 1923 był delegatem na 13. Kongres Syjonistyczny.
W 1925 wyemigrował do stanowiącej brytyjski mandat Palestyny. W latach 1932–1949 był dyrektorem Banku Mizrachi w Tel Awiwie. Od 1932 był członkiem rady miejskiej Tel Awiwu, a od 1935 kierował departamentem edukacji. W 1944 został członkiem Zgromadzenia Reprezentantów, w latach 1947–1948 był członkiem Komitetu Wykonawczego Rady Narodowej Mandatu Palestyny, a następnie członkiem Tymczasowej Rady Państwa.

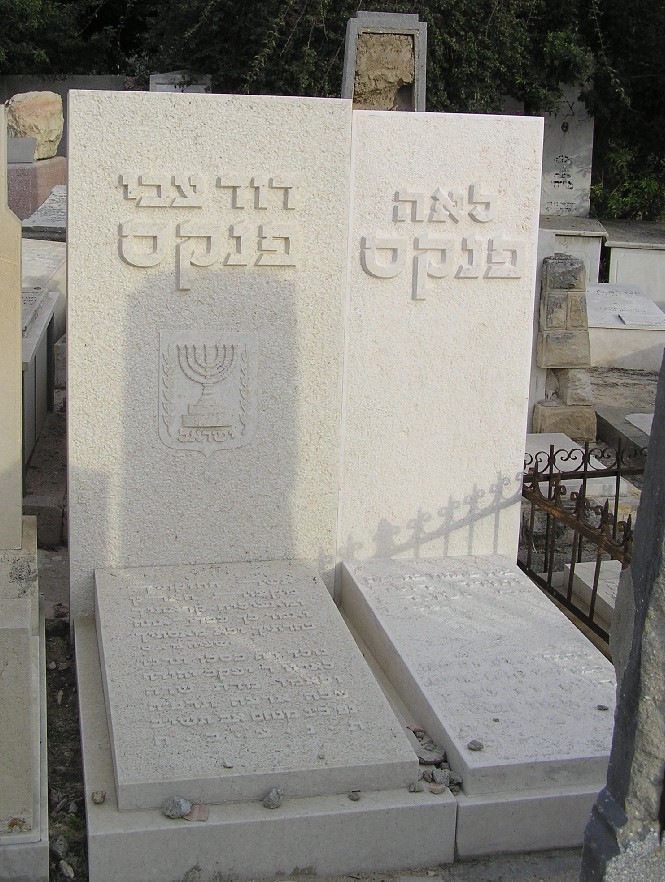
Grób Dawida-Cewiego Pinkasa (z lewej) i jego żony Lei na cmentarzu Trumpeldor.

Był jednym z sygnatariuszy ogłoszonej 14 maja 1948 Deklaracji niepodległości Izraela. Podczas wojny o niepodległość Izraela należał do kierownictwa żydowskiego komitetu bezpieczeństwa.
W pierwszych wyborach parlamentarnych w Izraelu w 1949 dostał się do izraelskiego parlamentu z listy Zjednoczonego Frontu Religijnego. W pierwszym Knesecie przewodniczył komisji finansów, zasiadał także w komisjach regulaminowej oraz edukacji i kultury. W latach 1950–1951 był także zastępcą burmistrza Tel Awiwu Jisra’ela Rokacha. W kolejnych wyborach uzyskał reelekcję z listy Mizrachi. W Knesecie drugiej kadencji ponownie objął przewodnictwo nad komisją finansów i zasiadał w komisji edukacji i kultury. 8 października został powołany w skład nowego rządu Dawida Ben Guriona jako minister transportu, zastąpił na stanowisku Dowa Josefa.
Zmarł 14 sierpnia 1952, mandat poselski objął po nim Szelomo-Jisra’el Ben-Me’ir, zaś stanowisko ministra transportu objął Ben Gurion.

## Upamiętnienie
Ulice jego imienia znajdują się w wielu izraelskich miastach, m.in. w Tel Awiwie, Petach Tikwie, Akce, Netanji, Bene Berak, Ramat Ganie, Kirjat Ono, Bat Jam, Hercliji, Riszon le-Cijjon czy Lod.